# キュン・キュン・パニック
『キュン・キュン・パニック』は、2006年8月23日にリリースされたMOSAIC.WAVのメジャー1作目のシングル。

## 解説
- テレビアニメ『まもって!ロリポップ』エンディングテーマとして発表された楽曲で、ジャケットにはみ〜こと柏森進がドット絵で表現されている。

## 収録曲
1. キュン・キュン・パニック [3:54] 
  - 作詞：金杉はじめ・み〜こ、作曲・編曲:柏森進
2. らりほるらりほ [3:34] 
  - 作詞：み〜こ、作曲：小池雅也、編曲：柏森進
3. キュン・キュン・パニック (instrumental)
4. らりほるらりほ (instrumental)